# Księży Potok (dopływ Bystrzycy Dusznickiej)
Księży Potok (niem. Pffafen Flőssel) – potok w południowo-zachodniej Polsce, w Sudetach; dopływ Bystrzycy Dusznickiej.
Księży Potok źródła ma na stokach góry Wolarz na wysokości 720 m n.p.m. a ujście w miejscowości Szczytna u wylotu Piekielnej Doliny na wysokości 450 m n.p.m. Pomiędzy ciekami Księży Potok a Rogoziniec znajduje się skrzyżowanie dróg U Huberta.